# ×Anthemimatricaria
× Anthemimatricaria, biljni rod porodice glavočika ili Asteraceae kojem pripadaju vrste × Anthemimatricaria inolens, × Athemimatricaria maleolens i × Anthemimatricaria sulfurea.